# Szerhij Eduardovics Sztahovszkij
Szerhij Eduardovics Sztahovszkij (ukránul: Сергій Едуардович Стаховський; Kijev, 1986. január 6. –) ukrán hivatásos teniszező. Eddigi karrierje során egy egyéni és egy páros ATP-tornát nyert meg. Első tornagyőzelmét Zágrábban aratta, ahol szerencsés vesztesként került a főtáblára (azaz a kvalifikáció utolsó körében vereséget szenvedett, de visszalépések miatt mégis játékjogot kapott), ezzel 1991 óta az első ilyen tornagyőztes lett a férfiak között.

## ATP-döntői

### Egyéni

#### Győzelmei (1)
| Összesítés                                            | Összesítés |
| ----------------------------------------------------- | ---------- |
| Grand Slam-torna                                      | (0)        |
| ATP World Tour Masters 1000 / ATP Masters Series      | (0)        |
| ATP World Tour 500 Series / International Series Gold | (0)        |
| ATP World Tour 250 Series / International Series      | (1)        |
| ATP World Tour Finals / Tennis Masters Cup            | (0)        |

|   | Dátum             | Torna                      | Borítás          | Ellenfél a döntőben | Eredmény a döntőben |
| 1 | 2008. február 25. | PBZ Zagreb Indoors, Zágráb | Szőnyeg (fedett) | Ivan Ljubičić       | 7-5, 6-4            |

### Páros

#### Győzelmei (1)
|   | Dátum             | Torna                | Borítás          | Partner        | Ellenfél a döntőben          | Eredmény a döntőben |
| 1 | 2008. október 11. | Kremlin Cup, Moszkva | Szőnyeg (fedett) | Potito Starace | Stephen Huss / Ross Hutchins | 7–6(4), 2–6, 10–6   |